# خی
کای (بزرگ Χ، کوچکχ; (به یونانی: Χι) [xiː] Khi)۲۲مین حرف الفبای یونانی است، که اِکس لاتین (Xx) و خی سیرلیک(Хх) از آن الگو برداری شده است.
در دستگاه شمارش یونانی مقدار ۶۰۰ را دارد.
سیسوها آن را خای خطاب می‌کنند.
در شیمی کای به عنوان جزء مولی در یک محلول به کار می‌رود.